# アルフレート・グリュンフェルト
アルフレート・グリューンフェルト（Alfred Grünfeld, *1852年7月4日 プラハ – †1924年1月4日 ウィーン）は、オーストリアで活躍したボヘミア出身のヴィルトゥオーゾ・ピアニストで作曲家。録音を遺した最初の著名なピアニストの一人である。

## 略歴
プラハ音楽院でヨセフ・クレイチに師事した後、ベルリン新音楽アカデミーにおいてテオドール・クラックとJ.T.ホイヤーに師事。1873年にウィーンに定住して宮廷演奏家の称号を授与され、新ウィーン音楽院に教授として勤めた。1897年にはウィーン音楽院の教授に任命されている。欧米で数々の演奏旅行を行い、とりわけヨハン・シュトラウス2世のワルツの演奏会用パラフレーズの公開演奏で名を馳せた。シュトラウス2世本人から《春の声》作品410を献呈されている。ドイツに演奏旅行を行なった際に、初代ドイツ皇帝ヴィルヘルム1世より宮廷ピアニストに任命された。
弟ハインリヒ（1855年～1931年）も作曲家ならびにチェリストとして名を揚げた。姪のエルナはプラハ音楽院のピアノ教師となり、イヴァン・モラヴェッツらを輩出した。

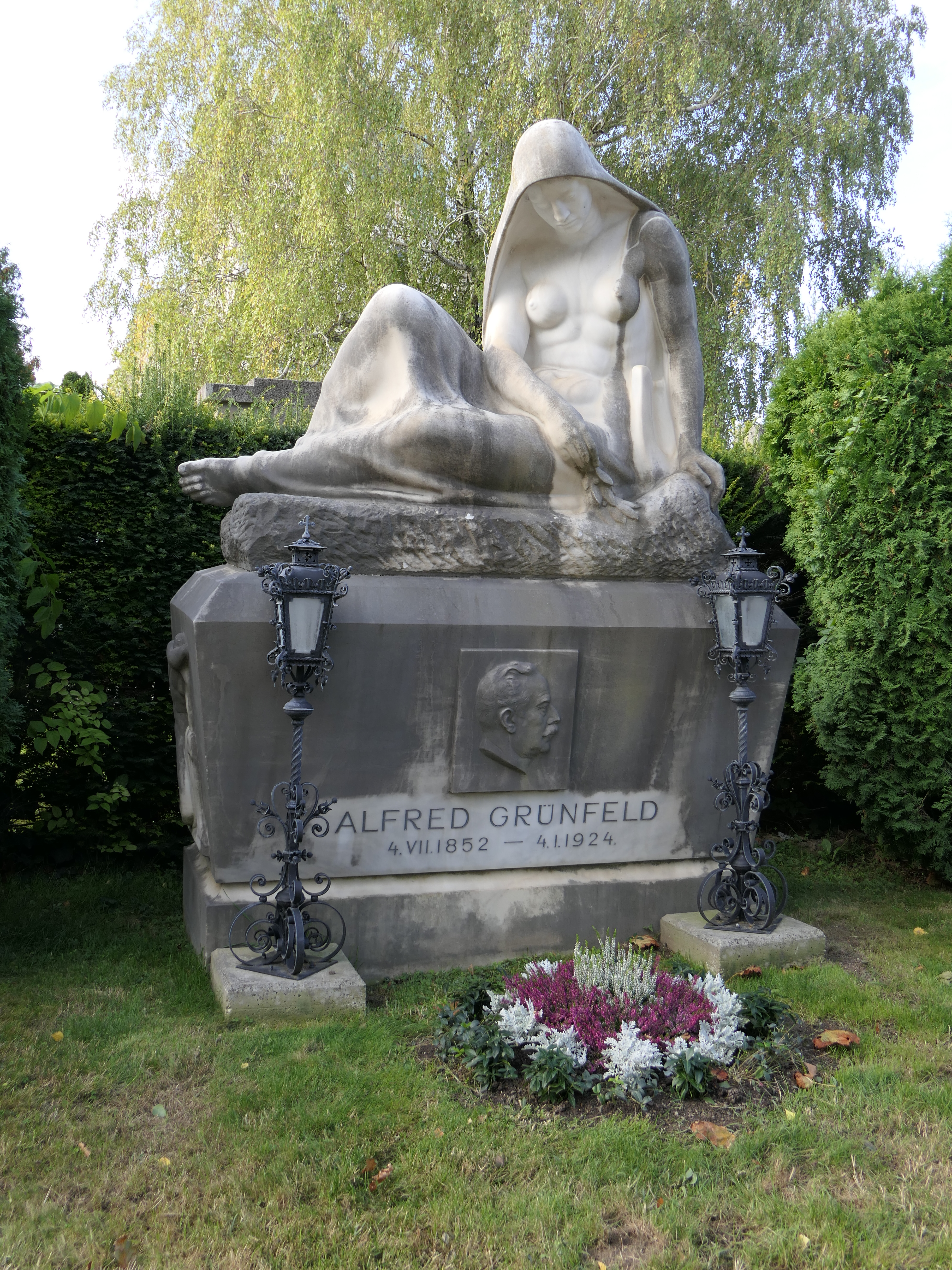
グリュンフェルトと妹エマの墓

死後ウィーン中央墓地に埋葬された。

### 栄誉

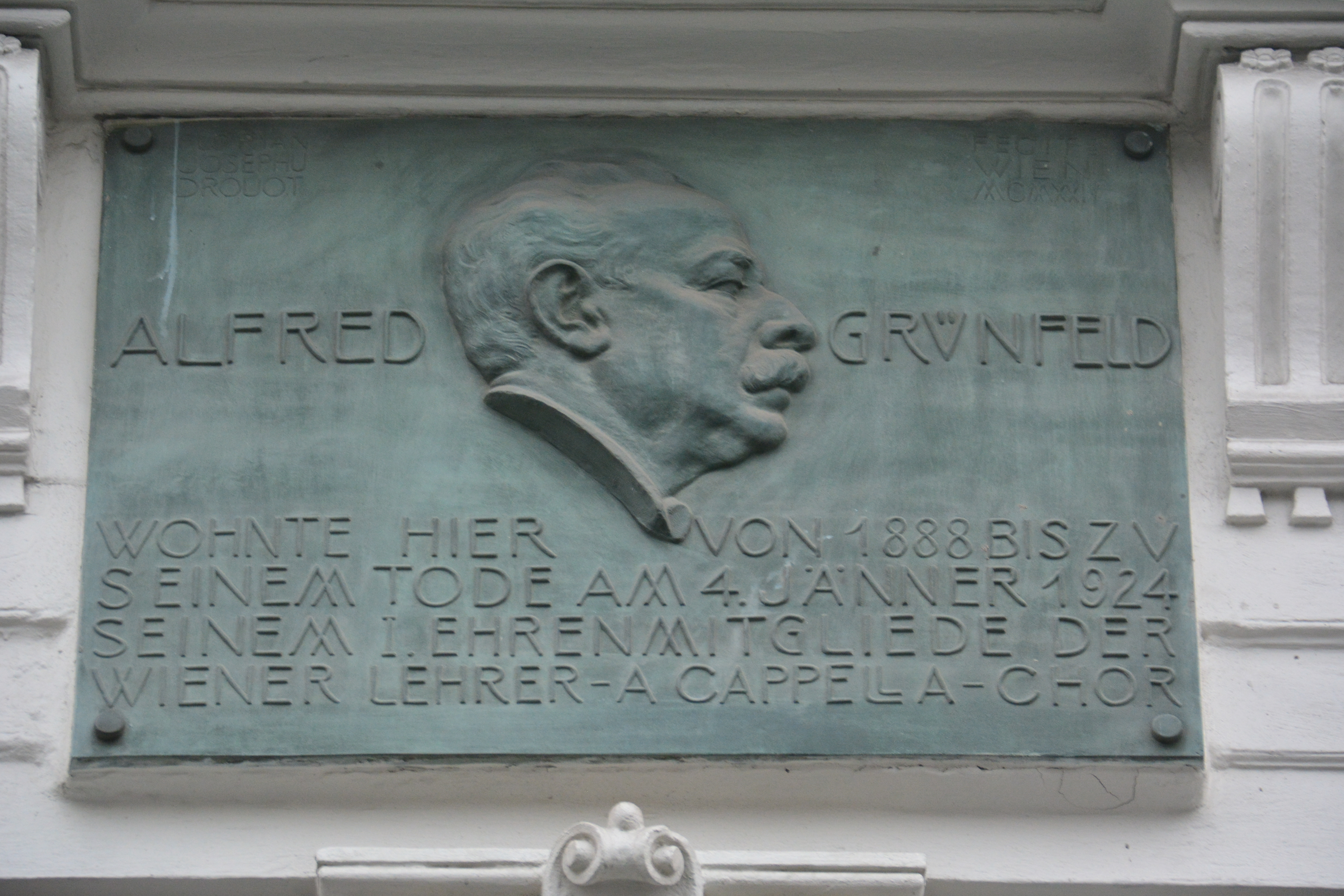
インネレシュタット地区、Getreidemarkt 10にある記念碑

- Eiserne Krone III.Klasse (Österreich) （オーストリア帝国第3級鉄兜功労章）
- Franz-Josef-Orden, Ritterkreuz (Österreich) （フランツ＝ヨーゼフ勲章、オーストリア帝国騎士十字功労章）
- Roter Adler-Orden IV. Klasse （プロイセン王国第4級赤鷲勲章）
- Kronenorden III. Klasse （ドイツ帝国第3級宝冠章）

## 主要作品一覧

### オペラとオペレッタ
- ルートヴィヒ・フィッシュルとアレクサンダー・ランデスベルクによる3幕の軽歌劇《遊び人》（Der Lebemann. Operette in 3 Akten von Ludwig Fischl und Alexander Landesberg.）（初演：1903年、Theater an der Wien）
- 部分的にカールマーン・ミクシャートの小説をモチーフとした3幕の喜歌劇《フォガラシュの美女たち》（Die Schönen von Fogaras. Komische Oper in 3 Akten. Zum Teil nach einem Novellenmotiv Kalman Mikszáths von Victor Léon.） （台本：ヴィクトル・レオン、作曲：1908年頃、初演：ドレスデン）

### ピアノ曲
- オクターヴの練習曲 作品15
- メヌエット 作品31
- スペインのセレナード 作品37
- ダンス・アラベスク （Tanz-Arabeske） 作品41
- ロマンツェ （Romanze） 作品42
- ロマンス （Romance） 作品45-1 （1896年）
- 民族的な動機を用いた《ハンガリー幻想曲》 （Ungarische Fantasie: mit Benutzung von Nationalmotiven） 作品55 （1912年）
- 《ウィーンの夜会》ヨハン・シュトラウスのワルツ主題による演奏会用パラフレーズ(オペレッタ《こうもり》などから)　作品56（Soirée de Vienne: Konzertparaphrase über Johann Straußsche Walzermotive (aus „Fledermaus“ u.a.). Op. 56.）
- ヨハン・シュトラウス2世の《春の声》作品410によるワルツ・パラフレーズ （Walzer-Paraphrase über „Frühlingsstimmen Op. 410“ von Johann Strauß）
- 皇帝円舞曲 （Kaiser-Walzer）